# Liliac pufos
Liliac pufos (latină Syringa pubescens) este o plantă arbustive, o specie din genul Liliac (Syringa) din familia Măslinilor (Oleaceae).

## Descriere botanica
Arbust de până la 2 m înălțime și aproximativ 2 m în diametru. Ramurile sunt erecte, subțiri, cu lenticele. Lăstarii anuali sunt cenușii, glabri sau uneori pubescenți, tetraedrici, cu lenticele. Solzii rinichilor sunt pubescente.
Frunzele variază ca formă de la rotund-ovate la rombic-ovate, 2-7 cm lungime și 1,5-4 cm lățime, scurt ascuțite sau obtuze la vârf, baza este larg cuneată, culoarea frunzei este verde închis, marginile sunt ciliat; partea superioară este goală, partea inferioară este mai ușoară și pubescentă, în principal lângă vene. Pețiol lung de 0,6-1,2 cm, glabru, uneori ușor pubescent.
Inflorescențele sunt erecte, 7 cm lungime și 4-5 cm lățime.Axa inflorescenței este goală sau pubescentă numai pe plante tinere, muguri florali de până la 10,5 mm lungime. Florile sunt roz-violet, parfumate. Pedicelul glabru sau acoperit cu puf. Caliciul glabru sau uneori pubescent, dinții scurți, ascuțiți. Tubul corolei este cilindric, lung de 1,2–1,5 cm. Petale deschise, înguste, în formă de lingură, ascuțite.
Capsula alungită, de 1-2,2 cm lungime, ascuțită, uneori cu capătul ascuțit, negru. Înflorește în mai, cu 2 săptămâni mai devreme decât liliac comun. Înflorirea durează aproximativ două săptămâni.

## Ecologie și aplicare
Creste in munți la o altitudine de 1200-2400 m deasupra nivelului marii.
Este folosit în cultură din 1880. Apreciat pentru înflorirea timpurie și florile parfumate. Folosit pentru amenajarea pantelor .
În sălbăticie, liliac pufos este comun în China - provinciile Gansu, Hebei, Hubei, Jilin, Liaoning, Qinghai, Shanxi, Shandong, Shaanxi, Sichuan și Coreea .

## Clasificare

### Taxonomie
Liliac pufos (Syringa pubescens) aparține genului Liliac (Syringa) din familia măslinelor (Oleaceae).

### Subspecie
- Syringa pubescens subsp. julianae (C. K. Schneid.) M. C. Chang & X. L. Chen
- Syringa pubescens subsp. microphylla (Diels) M. C. Chang & X. L. Chen
- Syringa pubescens subsp. patula (Palib.) M. C. Chang & X. L. Chen
- Syringa pubescens subsp. pubescens